# Winnekendonk
Winnekendonk ist eine Ortschaft der Stadt Kevelaer, die im Kreis Kleve am unteren linken Niederrhein liegt.
Eine gute Erreichbarkeit ist über die Anbindung durch die A 57 gewährleistet.
Zu Winnekendonk gehören ferner der Ortsteil Schravelen, nahe der Niers, sowie die Bauerschaften Achterhoek, Altersteeg, Binnenheide, Hestert und Pirloer Heide.

## Geographie
Die Ortschaft Winnekendonk liegt in der niederrheinischen Tiefebene nahe der Stadt Kevelaer. An der Ortschaft fließt die Issumer Fleuth vorbei, die dort in die Niers mündet. Die Umgebung ist besonders durch landwirtschaftlich genutztes Ackerland geprägt.

## Geschichte
Vor etwa 4000 Jahren hielten sich jungsteinzeitliche Menschen im Raume Schravelen entlang des großen Niersbogens auf, was durch Funde von Bechern und Pfeilspitzen nachgewiesen ist. Auf dem Hengstenhof im Alten Steeg wurden 1936 römische Urnengräber gefunden. Einige Urnen, die nicht vom Militär der Besatzungsmacht Großbritannien zerstört wurden, befinden sich heute in Privatbesitz. Der Großteil der Funde jedoch musste seinerzeit sofort an die staatlichen Museen abgegeben werden.
Um 500 n. Chr. fand die Besiedelung der Region durch die Franken statt.
Am 27. September 1282 ist die erste urkundlich belegte Erwähnung Winnekendonks zu finden, als der Ritter Wilhelm von Kervenheim die Vogtei Winnekendonk an das Stiftskapitel in Xanten verkaufte.
Um 1430 wurde ein festes Haus als Richtersitz in Schravelen errichtet.

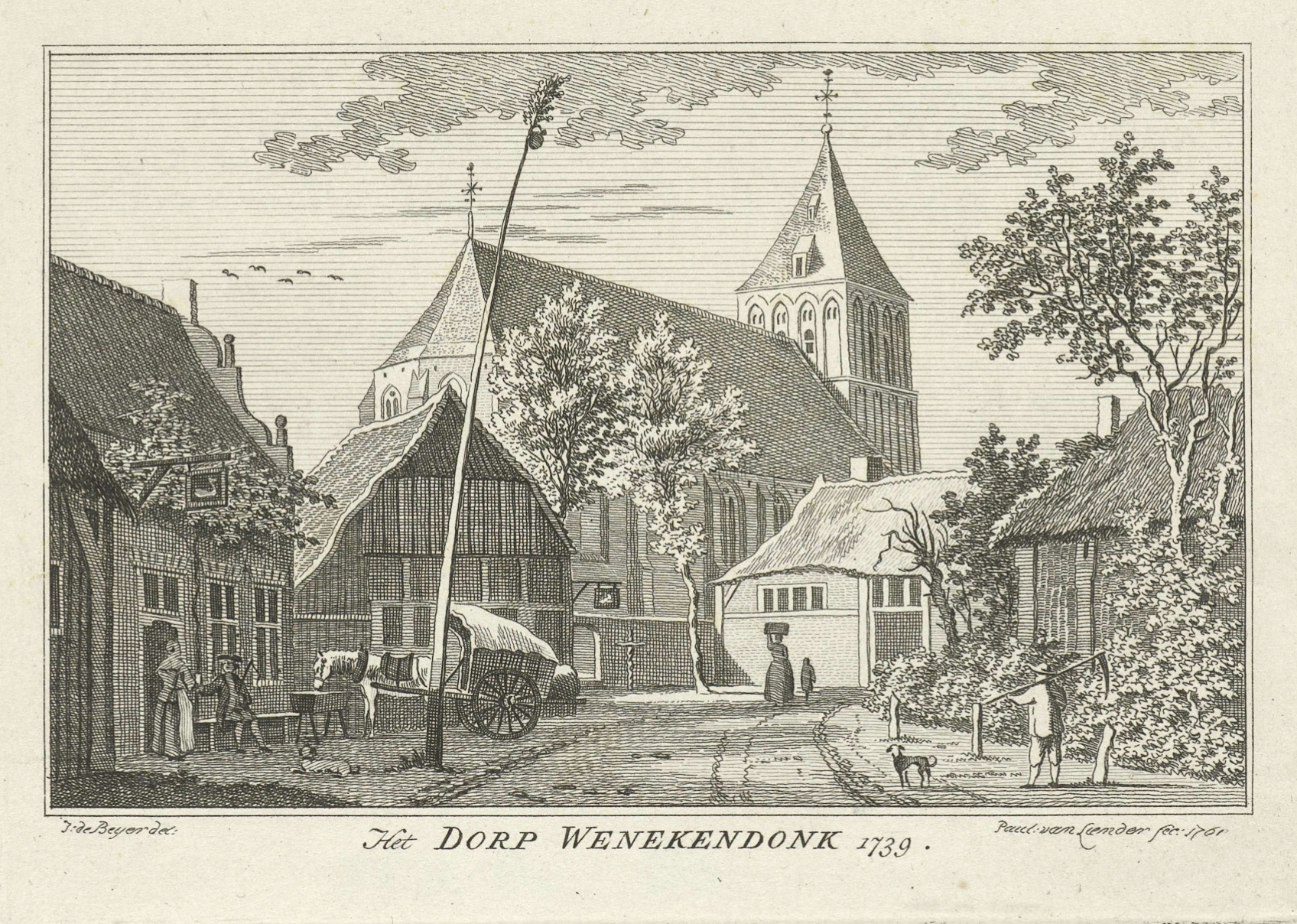
Het Dorp Wenekendonk 1739. Stich von Paulus van Liender nach Jan de Beijer, 1761

1796 stand der Ort unter französischer Besatzung und wurde 1814 aus dieser befreit.
Am Ende des Zweiten Weltkriegs wurde Winnekendonk durch die Bombenangriffe am 16., 24., 27. und 28. Februar 1945 zu rund 85 % zerstört. Der Wiederaufbau begann 1948.
Am 1. Juli 1969 endete die kommunale Selbstverwaltung durch die Eingemeindung nach Kevelaer.

### Wappen und Banner
| Wappen der ehemaligen Gemeinde Winnekendonk, Kreis Geldern | Blasonierung: „In Rot über einem goldenen (gelben) Kreuz mit drei Balken (päpstliches Kreuz), von denen der mittlere über die beiden anderen hinausragt, eine silberne (weiße) Weintraube mit zwei Blättern.“ |

Banner der ehemaligen Gemeinde Winnekendonk

| Wappen der ehemaligen Gemeinde Winnekendonk, Kreis Geldern | Wappenbegründung: Das von Walther Bergmann entworfene Wappen wurde am 3. März 1965 vom nordrhein-westfälischen Innenminister genehmigt. Das Kreuz und die Weintraube beziehen sich auf den Schutzpatron der Gemeinde, den Heiligen Urbanus. Die Weintraube könnte zudem redend für den Ortsnamen stehen, welcher 1282 noch 'Weinkendunck' hieß. Banner: „Das Banner zeigt auf einer roten Bahn die Symbole des Wappens ohne Schild.“ |

## Bevölkerungsentwicklung
- 1630: 810
- 1816: 1550[4]
- 1824: 1666
- 1838 (24.06.): 1900, davon 550 Kinder
- 1845: 1940, davon 560 Kinder
- 1854: 2032, davon 582 Kinder
- 1910: 1922[5]
- 1931: 2001[6]
- 1961: 2415[7]
- 2007: 4266[8]
- 2014: 4276

## Politik
Bis 1969 war Winnekendonk eine selbständige Gemeinde im heutigen Kreis Kleve / Nordrhein-Westfalen. Sie wurde zusammen mit Kervenheim, Kervendonk, Kleinkevelaer, Twisteden und Wetten in die Stadt Kevelaer eingemeindet. Winnekendonk war zuvor Hauptort des Amtes Kervenheim und Sitz der Amtsverwaltung gewesen. Die Führung dieses dreigliedrigen Gemeindeverbundes lag von 1949 bis zur kommunalen Neugliederung 1969 in den Händen von Amtsdirektor August Wormland und Amtsbürgermeister Wilhelm Wehren (CDU), der von 1950 bis 1970 Mitglied des Landtages in Nordrhein-Westfalen und zugleich Landwirt auf dem Voeskenshof und Mitinitiator des Ferienpark Kevelaer zwischen Winnekendonk und Kervenheim war. Von 1969 bis 2020 wurde die Kommunalpolitik des Ortes wesentlich von Hansgerd Kronenberg (CDU; * 1935) geprägt, einem Rechtsanwalt, der seit 1969 Mitglied des Rates von Kevelaer, seit 1970 Ortsvorsteher von Winnekendonk und seit 2019 Ehrenbürger der Stadt Kevelaer ist.

## Pfarrkirche

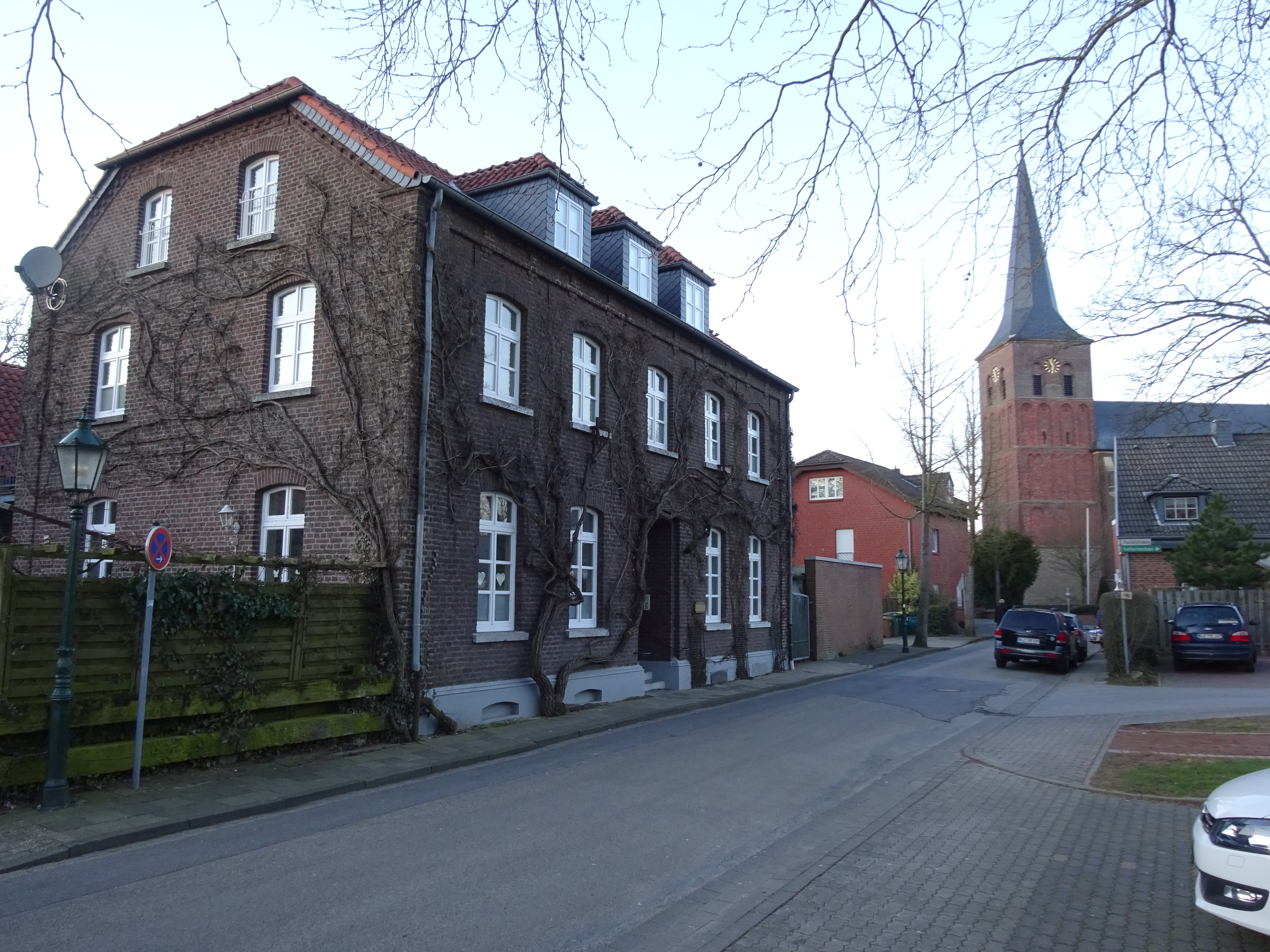
Niersstraße und St. Urbanus

Die Gründung der Pfarre erfolgte vermutlich in der Zeit, als Urban II. Papst war (1088–1099). Sie ist dem heiligen Papst Urban I. geweiht.
Ein Kirchneubau im spätgotischen Stil wurde 1446 fertiggestellt und geweiht. Sie musste 440 Jahre später einem größeren Neubau weichen.
Die heutige Kirche wurde 1886/1887 errichtet und am 27. September 1887 von Weihbischof Franz Wilhelm Cramer aus Münster konsekriert. Sie wurde bei den Bombenangriffen im Februar 1945 schwer getroffen und wiederaufgebaut. Ihre Seitenschiffe zeigen großformatige Kunstwerke, die die zwölf Stationen des Kreuzweges Jesu Christi abbilden. Die große Seifert-Orgel aus dem Jahr 1961 verfügt über 26 klingende Register, disponiert in einem Pedalwerk mit (u. a.) einem Prinzipalbass 16', einem Hauptwerk mit (u. a.) einer Trompete 8' (horizontal) und einem Positiv.
Zur Pfarrgemeinde gehörten die Ortschaft Winnekendonk, Teile der Ortschaft Kervendonk und die Haagsche Straße / Ploodyck der Gemeinde Sonsbeck. Seit 1998 bildete die katholische Kirchengemeinde Sankt Urbanus eine Seelsorgeeinheit mit Sankt Petrus Wetten. Am 7. September 2014 entstand durch Fusion der bisherigen selbständigen Pfarrgemeinden Sankt Antonius Kevelaer, Sankt Urbanus Winnekendonk, Sankt Petrus Wetten, Sankt Quirinus Twisteden und Sankt Antonius Kervenheim die neue Großpfarrei Sankt Antonius Kevelaer.

## Bildung und Soziales
Das Bildungswerk Winnekendonk bietet ein Angebot angefangen von Spielgruppen über Vorträge und Kurse aller Art bis hin zu Theaterbesuchen in Essen und Duisburg.
Die Ortschaft Winnekendonk verfügt über eine Grundschule und drei Kindergärten (St. Urbanus, Sterntaler und Marienkäfer), eine 1999 eröffnete öffentliche Begegnungsstätte, medizinische Versorgung und eine 2006 errichtete Seniorenwohnanlage. Winnekendonk wurde vielfach durch Erfolge in Dorfwettbewerben ausgezeichnet, zuletzt 2001 durch eine Goldene Plakette im Bundeswettbewerb.

## Wirtschaft
Winnekendonk ist heute mit etwa 4700 Einwohnern ein expansiver Teil der Stadt Kevelaer, was durch ein örtliches Gewerbegebiet sowie Neubautätigkeiten belegt wird. Etliche Handwerker, Kaufleute, Dienstleistende und zwei Bauerncafés sind hier ebenso angesiedelt wie Betriebe der konventionellen und ökologischen Landwirtschaft, die ihre Produkte zeitgleich zu den Wochentagen des Rheinischen Bauernmarktes im Ortskern vermarkten.

## Persönlichkeiten
In Winnekendonk geboren
- Jakob Troost (1820–1899), katholischer Priester
- Wilhelm Wehren (1914–1999), CDU-Politiker

Mit dem Bundesverdienstkreuz wurden ausgezeichnet:
- Matthias Schwartges[12]
- Hansgerd Kronenberg[13]
- Artur Elders-Boll[14]